# Liste der Kulturgüter in Altstätten
Die Liste der Kulturgüter in Altstätten enthält Objekte in der Gemeinde Altstätten im Kanton St. Gallen, die gemäss der Haager Konvention zum Schutz von Kulturgut bei bewaffneten Konflikten, dem Bundesgesetz vom 20. Juni 2014 über den Schutz der Kulturgüter bei bewaffneten Konflikten sowie der Verordnung vom 29. Oktober 2014 über den Schutz der Kulturgüter bei bewaffneten Konflikten unter Schutz stehen.
Objekte der Kategorie A sind im Gemeindegebiet nicht vorhanden, und Objekte der Kategorie C fehlen zurzeit (Stand: 1. Januar 2023).

## Kulturgüter
| Foto | | Objekt | Kat. | Typ | Standort                             | Beschreibung |
| ---- | --- | --- | ---- | --- | ------------------------------------ | ------------ |
| ja   | Datei hochladen · Wikidata zu Altstätten, mittelalterliche-neuzeitliche Kleinstadt (Q135232505)                                            | Altstätten, mittelalterliche-neuzeitliche Kleinstadt KGS-Nr.: 00317                                            | B    | F   | 758776 / 249595                      |              |
| ja   | Datei hochladen · Wikidata zu Burg Neu-Altstätten (Q25964640)                                                                              | Burg Neu-Altstätten KGS-Nr.: 08074                                                                             | B    | G   | Burgfeld 2 759350 / 250937           |              |
| ja   | Datei hochladen · Wikidata zu Haus zum Raben (Ende 18. Jh.) (Q29786352)                                                                    | Haus zum Raben KGS-Nr.: 08075                                                                                  | B    | G   | Obergasse 27 758595 / 249578         |              |
| ja   | Datei hochladen · Wikidata zu Haus zur Reburg (Q29786353)                                                                                  | Haus zur Reburg KGS-Nr.: 08076                                                                                 | B    | G   | Rathausplatz 1 758749 / 249591       |              |
| ja   | Datei hochladen · Wikidata zu Pfarrkirche St. Nikolaus (Q2083129)                                                                          | Katholische Kirche St. Nikolaus KGS-Nr.: 08077                                                                 | B    | G   | Kirchplatz 1.1 758795 / 249590       |              |
| ja   | Datei hochladen · Wikidata zu Prestegg (Q29786356)                                                                                         | Prestegg KGS-Nr.: 08078                                                                                        | B    | G   | Gerbergasse 2 758565 / 249554        |              |
| ja   | Datei hochladen · Wikidata zu Reformierte Kirche (Q29786357)                                                                               | Reformierte Kirche KGS-Nr.: 08079                                                                              | B    | G   | Trogenerstrasse 1a.1 758808 / 249679 |              |
| ja   | Datei hochladen · Wikidata zu Untertor (Q29786359)                                                                                         | Untertor KGS-Nr.: 08080                                                                                        | B    | G   | Engelgasse 13 758753 / 249522        |              |
| ja   | Datei hochladen · Wikidata zu Historisches Museum (Prestegg, Sammlung) (Q135232965)                                                        | Historisches Museum (Prestegg) KGS-Nr.: 14002                                                                  | B    | S   | Gerbergasse 2 758560 / 249560        |              |
| BW   | Datei hochladen · Wikidata zu Schollenmühle (Q135234180)                                                                                   | Schollenmühle KGS-Nr.: 16670                                                                                   | B    | G   | Bannriet 3 760731 / 247348           |              |
| BW   | Datei hochladen · Wikidata zu Bürg-1–2, bronzezeitliche Siedlungen / Alt- und Nieder-Altstätten, mittelalterliche Burgstellen (Q135235020) | Bürg-1–2, bronzezeitliche Siedlungen / Alt- und Nieder-Altstätten, mittelalterliche Burgstellen KGS-Nr.: 16754 | B    | F   | 757840 / 248960                      |              |